# Починки (Смоленская область)
Почи́нки — деревня в Новодугинском районе Смоленской области России. Входит в состав Днепровского сельского поселения.
Население — 1 житель (2007).
Расположена в северо-восточной части области в 25 км к северо-западу от Новодугина и в 35 км северо-восточнее Холм-Жирковского, в левобережье Днепра.
До XX века вновь образованные селения называли Починками, отсюда и пошло название деревни.